# 2075 Martinez
A 2075 Martinez (ideiglenes jelöléssel 1974 VA) a Naprendszer kisbolygóövében található aszteroida. Félix Aguilar Obszervatórium fedezte fel 1974. november 9-én.